# Rhynchosia villosula
Rhynchosia villosula är en ärtväxtart som beskrevs av Burtt Davy. Rhynchosia villosula ingår i släktet Rhynchosia och familjen ärtväxter. Inga underarter finns listade i Catalogue of Life.